# Congressional charter

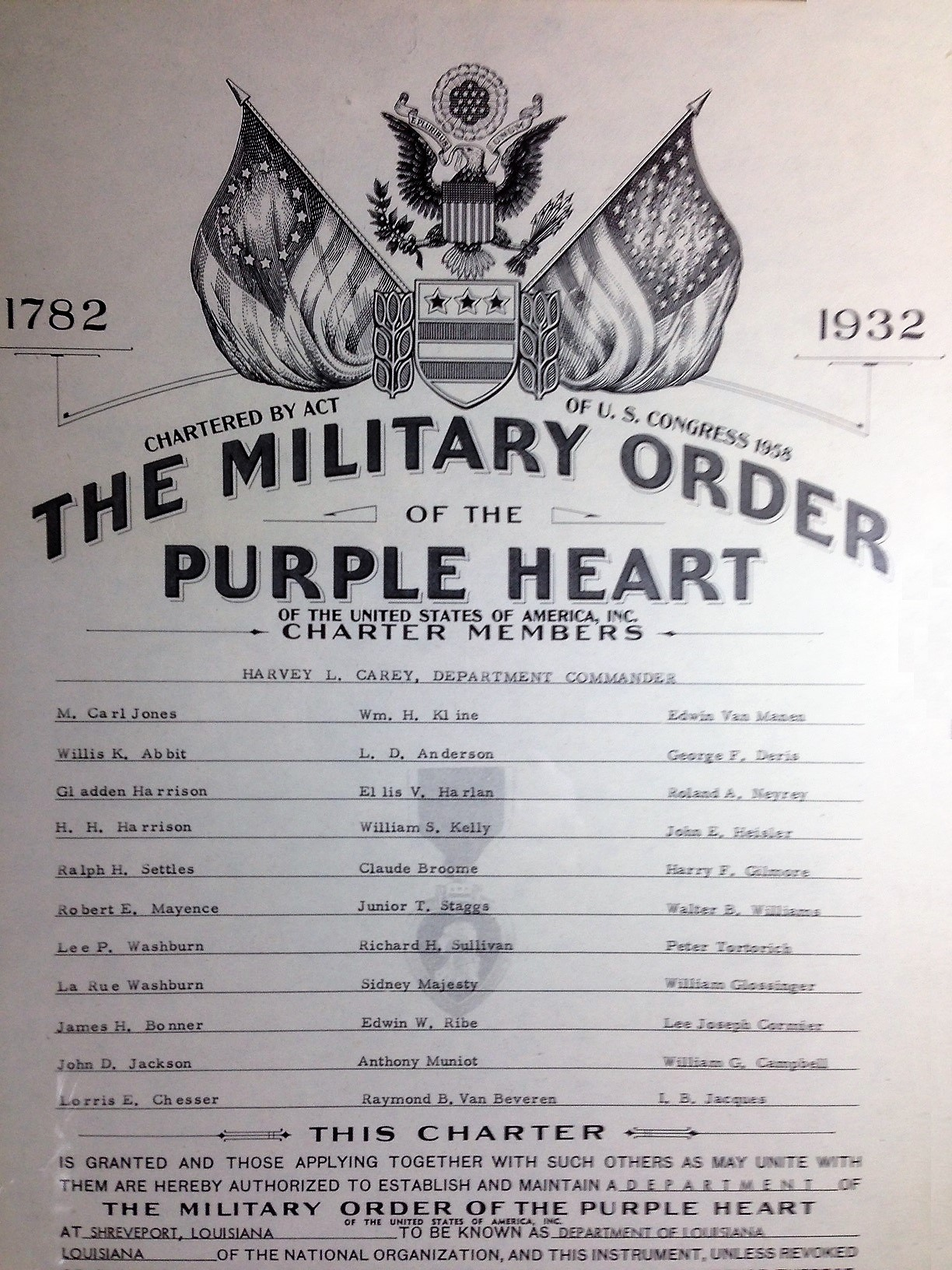
Uma organização anunciando o seu congressional charter.

Um congressional charter (algo como "carta do Congresso"), é uma lei aprovada pelo Congresso dos Estados Unidos que declara a missão, autoridade e atividades de um grupo. O Congresso emitiu essas "cartas patentes federais" de 1791 até 1992 sob o Título 36 do Código dos Estados Unidos.
A relação entre o Congresso e uma organização assim reconhecida é amplamente simbólica e tem o objetivo de emprestar à organização a legitimidade de ser oficialmente sancionada pelo governo dos Estados Unidos. O Congresso não fiscaliza ou supervisiona as organizações às quais atribuiu as "patentes", apenas recebe um demonstrativo financeiro anual.
O mais comum é uma "carta patente" "charter" que reconhece um grupo já incorporado em nível estadual. Essas cartas, em sua maioria honoríficas, tendem a "fornecer um aval 'oficial' para suas atividades e, nessa medida, pode fornecer-lhes prestígio e benefício financeiro indireto". Os grupos que se enquadram nessas "cartas" são geralmente grupos de veteranos, grupos fraternos, grupos de jovens ou grupos patrióticos como a USO. O Congresso patrocinou cerca de 100 grupos fraternos ou patrióticos.